# Clavaire droite
Ramaria stricta
Espèce
Ramaria stricta, de ses noms vernaculaires la Clavaire droite, Clavaire dressée, ou Ramaire droite est un champignon de la famille des gomphaceae réputé non-comestible à toxique, cependant certains[Qui ?] le prétendent comestible lorsqu'il est jeune.

## Description
Il est composé de Sporophores qui ont des formes de tiges et sont organisés en rameaux verticaux de 3 à 10 cm de haut. Leur couleur est homogène et varie de l'ocre-brun à l'orangé ou au rose selon l'âge et les conditions de luminosité.
Les rameaux se terminent en forme de sous-rameaux petites pointes épineuses.

## Habitat

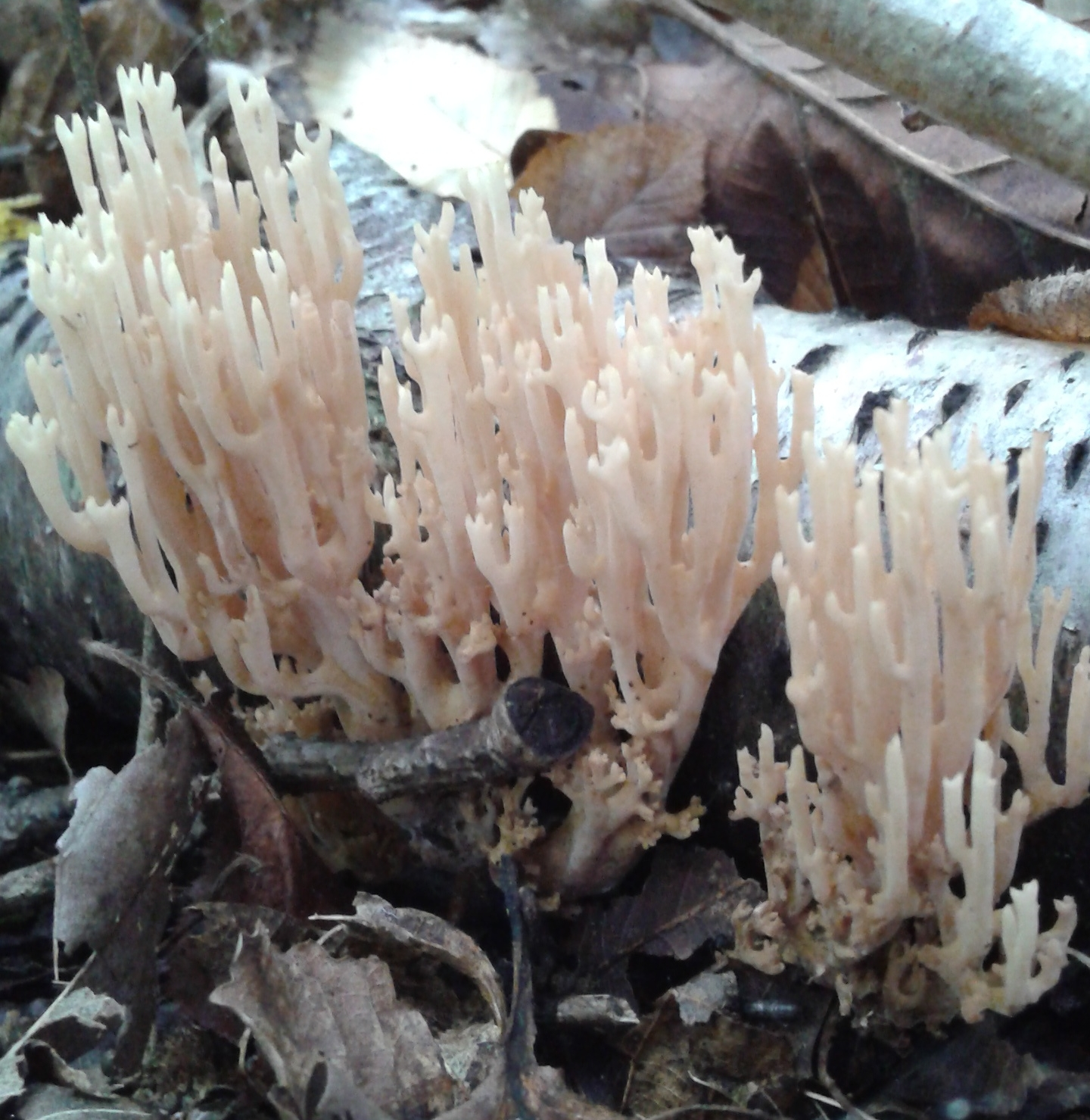
Clavaire droite (nord pas de calais)

Ce champignon saprophyte lignicole est assez courant en climat tempéré à méditerranéen. On le trouve (souvent en groupe) autour des souches, de troncs morts ou sur des branches mortes dans les forêts de conifères, mixtes ou de feuillus, de la fin de l'été au début de l'automne.

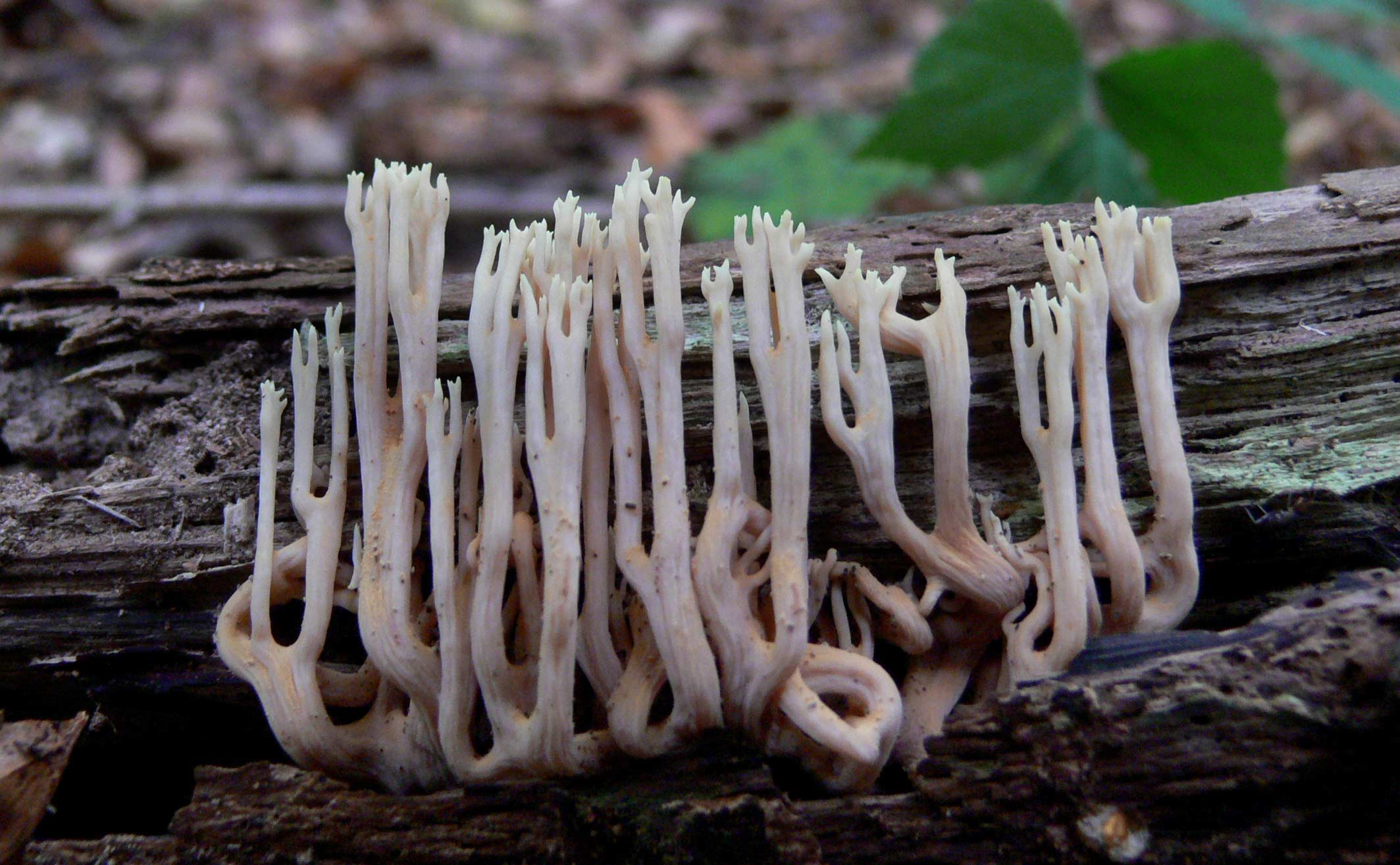
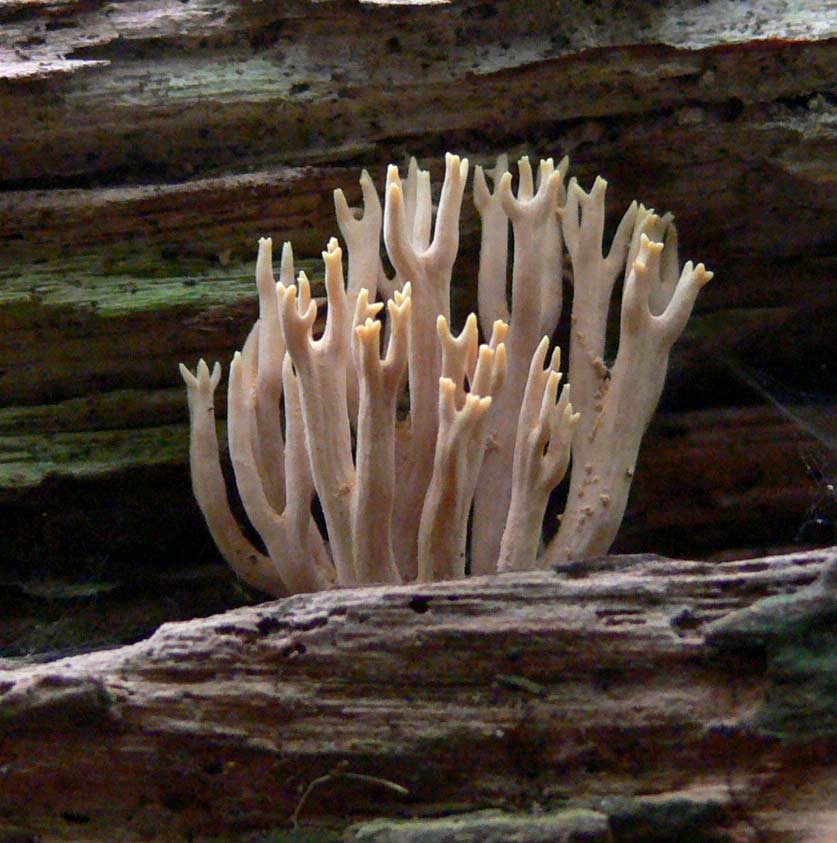